# Sotaquirá
Sotaquirá là một khu tự quản thuộc tỉnh Boyacá, Colombia. Thủ phủ của khu tự quản Sotaquirá đóng tại Sotaquirá Khu tự quản Sotaquirá có diện tích ki lô mét vuông. Đến thời điểm ngày 28 tháng 5 năm 2005, khu tự quản Sotaquirá có dân số 9970 người.